# 仏女新聞
仏女新聞（ぶつじょしんぶん）は、主として近畿地方の寺院を紹介する学級新聞の一形態で、取材・編集・紙面作成が一人で行われている。2020年夏、紙名が仏女新聞「相好行相」に改められ、「仏の容貌･形相を観察するすべを相好行相といいます」と説明されている。

## 概要
2012年6月に、奈良県生駒市在住の小学生（2021年7月8日時点では高校3年生）により創刊された。
NHK報道、朝日小学生新聞の報道 によれば、紙面構成の工夫など新聞としての価値、また掲載される情報の正確さや文章表現の価値が評価され、子ども向けメディアのみでなく、新聞報道やテレビ報道で紹介されることが多い。小学校3年生で作成した創刊号の手書きバージョン紙面は、2016年11月3日NHK BSプレミアムシリーズ番組「ニッポンぶらり鉄道旅」「“古都に胸キュン”を探して−近鉄奈良線」の中で公開された。放送時点で41号まで発行されている。
紙名は、仏像などのように仏教的な思想や形象を好む女性を指す造語「仏女」が由来である。
奈良県内の小学校において、仏像に関心を持った一人の児童が、郷土・奈良にある多くの寺院や仏像の魅力を同級生に伝えるために2012年6月に創刊した壁新聞である。ほぼ月刊で発行されている。紙面には、仏像の身体や表情から感じ取ったことが自らの見方・感じ方として記されている。記事は寺社関係者及び博物館関係者から一定の評価を得ており、しばしばテレビや新聞で紹介されている。
2013年4月以降は逐次刊行物としてオンラインエディション、ペーパーエディションが発行されている。
2013年4月号は、奈良市の興福寺や東京・日本橋の「奈良まほろば館」でも配布された。奈良県生駒市生駒ふるさとミュージアム内で掲示されているが、不定期に東京国立博物館や展覧会ブースなどで配布されることもある。
2013年10月27日朝日新聞朝刊特集面にて「平成25年度 京都非公開文化財特別公開」に関し、「仏女新聞 X 朝日新聞」と題するコラボレーション記事が掲載されているこの記事は非公開文化財特別公開にて配布された。また、この特別公開を扱った「仏女新聞」11月号は4か寺で配布されている。
2013年11月4日読売新聞朝刊奈良地域面で、仏女新聞の発行者への漆金箔絵盤に関するインタビュー記事が掲載され、地元の奈良テレビ放送やミニFMなどにも出演している。
2014年2月1日にオープンした奈良県生駒市の「生駒ふるさとミュージアム」の「子ども学芸員第1号」に任命されている。仏女新聞発行者は、当該施設の開館記念シンポジウムにおいて、「生駒と行基菩薩」と題した講演（事例報告）をおこなった。
2014年8月東京国立博物館で講演をおこなった他、同年秋の正倉院展に関わって『仏女新聞』正倉院特集号を発行、読売新聞社ブースで掲示・配布されるとともに読売新聞紙面で報道されている。
2016年第68回正倉院展に関わって『仏女新聞』正倉院展特別号を発行、読売新聞社ブースで掲示・配布されるとともに読売新聞紙面で「漆胡瓶愛　注いだ新聞」として紹介されている。
2017年10月16日　東京国立博物館で開催されている「興福寺中金堂再建記念特別展「運慶」公式サイトに仏女新聞2017年10月号が掲載された。2017年10月22日　朝日中高生新聞12−13面に観覧レポートが掲載され、翌日の朝日小学生新聞にも同内容のレポートが掲載されている。
上記活動に関わり、2017年10月26日　朝日新聞大阪本社版社会面に「仏像愛　１４歳が語る運慶　ーウェブで『仏女新聞』研究者も注目」との記事が掲載された。
同日、デジタル版に「中２女子、ウェブで運慶特集　『仏女新聞』研究者も脱帽」と題する記事と「仏女新聞」2017年10月号が掲載された。
紙面構成の工夫など新聞作成に関わる事例として朝日小学生新聞の新聞週間特集に取り上げられている。
。東京国立博物館では「感性が豊か」で「内容も正確」であることから「一つの新聞として多くの人に手に取ってほしい」という趣旨で配布したそうである
。東京国立博物館では2014年夏の企画として、仏女新聞社発行者による講演がおこなわれ、その日本テレビ系NewsZeroにおけるZeroHumanでもそのことが紹介されている。
毎日放送『ちちんぷいぷい』「ここはどこ？あなたダレ？」では、山本浩之アナウンサーと共に薬師寺、興福寺を取材する様子が紹介され、新聞作成のスタンス、作成過程、また新聞発行前より続く6年間のフィールドワークが紹介されている。2016年4月号もスタジオにて公開された。NHK BSプレミアムシリーズ番組「ニッポンぶらり鉄道旅」の「古都に胸キュンを探してー近鉄奈良線」放送回において、旅人の八田亜矢子に興福寺を案内している。その際、仏女新聞の最初期の活動として創刊号の手書きバージョンが紹介されている。
2018年5月9日 河北新報朝刊宮城地域面　東日本大震災復興祈念特別展『「東大寺と東北－復興を支えた人々の祈り」観覧インタビュー「人のつながり感じた」』が掲載される。
2019年5月発行の『フリースタイルな僧侶たち』vol.54において、『仏女新聞』が特集され紹介されている。6月12日　NHK奈良放送局「ならナビ」のコーナー「ならコレ」にて、吉田寺取材と仏女新聞2019年6月号が紹介され、翌々日6月14日　NHK大阪放送局「ぐるっと関西おひるまえ」のコーナーにて、吉田寺取材と仏女新聞2019年6月号が紹介されている。
2020年　8月14日　ニコニコネット超会議2020夏「14日14時〜森本庶務執事 @kojomrmt、仏女新聞社 @ButsujoNews さんとめぐる東大寺の仏教美術生中継」に出演している。この頃、紙名が「相好行相」に改められ、その意に関しては「仏の容貌･形相を観察するすべを相好行相といいます」と説明されている。9月19日ＮＨＫ奈良放送局主催ザ・ディレクソン 「in 奈良」に出演した。
2021年　1月1日　釈徹宗氏との対談が月刊誌『御堂さん』2021年1月号に掲載された。3月11日　朝日新聞夕刊（大阪本社版）に「観仏抄」の連載（奇数月）が始まった。

## メディアでの紹介
2013年
- 5月21日 読売新聞大阪本社版 奈良地域面。2013.05.22に読売新聞オンライン「新おとな総研」に転載。[2]
- 6月10日 生駒市広報広聴課ツイート[10]
- 7月15日 生駒市『広報いこま No.708』[11]
- 7月17日 NHK奈良放送局（総合テレビ）「ならナビ」[12]
- 7月18日 NHK大阪放送局（総合テレビ）「ニューステラス関西」[13]
- 7月19日 NHK大阪放送局（総合テレビ）「ぐるっと関西おひるまえ」[14]
- 7月20日 NHK総合テレビ「NHKニュースおはよう日本」[15]
- 7月28日 NHK教育テレビ「こども手話ウイークリー」[16]
- 7月30日 NHK BS1「BS列島ニュース」
- 8月9日 仏頭タイムス「応援団数珠つなぎ」
- 9月13日 朝日新聞朝刊全国版「ひと」[17]
- 9月22日 東京国立博物館広報室フェイスブックページ[18]
- 9月22日 東京国立博物館広報室ツィート[19]
- 10月13日 朝日新聞朝刊全国版 教育面「今週の朝日小学生新聞」[20]
- 10月14日 朝日小学生新聞 1面「仏像の魅力を新聞で」[4]
- 10月16日 NHK大阪　ラジオ第一放送「関西ラジオワイド」（奈良局リポート）[21]
- 10月27日 朝日新聞朝刊特集面「ふつふつと記者魂 仏女新聞×朝日新聞 京都非公開文化財特別公開」[22]
- 10月30日 朝日新聞デジタル版[23]
- 11月4日 読売新聞奈良地域面[24]
- 12月13日 生駒市『広報いこま No.713』「仏女新聞号外 広報いこま版」[25]

2014年
- 1月12日 FMハイホー「熱血FPの一期一会」[26]
- 2月11日 奈良テレビ放送「ゆうドキッ!」 [27]
- 2月19日 朝日新聞朝刊奈良地域面「生駒ふるさとミュージアムが開館」[28]
- 2月24日 朝日新聞朝刊奈良地域面「子ども学芸員第1号 生駒の郷土資料館」[29]
- 3月3日 朝日新聞大阪本社夕刊文化面「『仏女新聞』主筆 行基を大いに語る」[30]
- 3月12日 朝日新聞大阪本社版夕刊「女たちのお水取り」[31]。
- 5月12日 週刊誌『AERA』5月19日号 仏教特集面。
- 5月13日 読売新聞朝刊奈良地域面「鎌倉の仏像展『人間味』に興味津々」[32]。
- 5月21日 朝日小学生新聞朝刊3面「仏女新聞社」による京都国立博物館特集の取材及び発行紙面掲載。
- 9月8日 朝日新聞大阪本社版夕刊「小5仏女、研究者うならす『白鳳時代の仏像、もっと注目を』」[33]。
- 9月15日 『広報いこま』に、生駒市長との対談掲載。
- 10月29日 朝日放送『キャスト』「小五“仏女”作る噂の新聞」。
- 11月5日 読売新聞奈良地域面・デジタル版「小5作った正倉院新聞『仏女』飯島さん 宝物の魅力 斬新解釈」[34]。

2015年
- 5月8日 『毎日小学生新聞』 1面「『仏女新聞』発行：評判に 仏像の魅力を知ってほしい」
- 5月8日 毎日新聞デジタル版掲載。
- 5月12日　日本テレビ『NewsZERO』「ZERO Human」のコーナー。

2016年
- 4月12日 毎日放送『ちちんぷいぷい』「ここはどこ？あなたダレ？」のコーナー。“ちちんぷいぷいコラボ号”.   毎日放送. 2016年4月12日閲覧。
- 10月30日 読売新聞大阪本社版朝刊奈良地域面・デジタル版「漆胡瓶愛 注いだ新聞 中1・飯島さんが特別号」[5][35][36]
- 11月3日 NHK BSプレミアム「ニッポンぶらり鉄道旅 古都に胸キュンを探してー近鉄奈良線」[1]

2017年
- 10月16日 東京国立博物館 興福寺中金堂再建記念特別展「運慶」公式サイト上に仏女新聞2017年10月号掲載[6]。
- 10月22日 朝日中高生新聞12−13面見開きに観覧レポート掲載。
- 10月23日 朝日小学生新聞に観覧レポート掲載。
- 10月26日 朝日新聞大阪本社版夕刊社会面「仏像愛 14歳が語る運慶 ーウェブで『仏女新聞』研究者も注目」記事。
- 10月26日 朝日新聞デジタル版「中2女子、ウェブで運慶特集 『仏女新聞』研究者も脱帽」&「仏女新聞」2017年10月号紙面全4頁掲載[8]。

2018年
- 5月9日 河北新報朝刊宮城地域面に、東日本大震災復興祈念特別展『「東大寺と東北－復興を支えた人々の祈り」観覧の折のインタビューが「人のつながり感じた」』掲載。

2019年
- 5月5日『フリースタイルな僧侶たち』Vol.54に『仏女新聞』特集掲載。
- 6月12日　NHK奈良放送局「ならナビ」のコーナー「ならコレ」にて、吉田寺取材と仏女新聞2019年6月号が紹介。
- 6月14日　NHK大阪放送局「ぐるっと関西おひるまえ」のコーナーにて、吉田寺取材と仏女新聞2019年6月号が紹介。

2020年
- 8月14日　14時〜16時　ニコニコネット超会議2020夏に出演。「14日14時〜森本庶務執事 @kojomrmt、仏女新聞社 @ButsujoNews さんとめぐる東大寺の仏教美術生中継」
- 9月19日　ザ・ディレクソン 選「in 奈良」に出演。

2021年
- 1月1日　『御堂さん』2021年1月号に、釈徹宗氏との対談が掲載。
- 3月11日　朝日新聞大阪本社版夕刊にて「観仏抄」連載開始。（隔月）